# SN 2000Y
SN 2000Y – supernowa odkryta 4 marca 2000 roku w galaktyce A074813-0128. W momencie odkrycia miała maksymalną jasność 18,80m.